# HD 141399
HD 141399 — одиночная звезда в созвездии Волопаса на расстоянии приблизительно 120 световых лет (около 37,1 парсек) от Солнца. Видимая звёздная величина звезды — +7,21m.
Вокруг звезды обращается, как минимум, четыре планеты.

## Характеристики
HD 141399 — оранжевый карлик спектрального класса K0V, или K0. Масса — около 1,098 солнечной, радиус — около 1,4 солнечного, светимость — около 1,636 солнечной. Эффективная температура — около 5449 K.

## Планетная система
В 2014 году группой астрономов у звезды обнаружены планеты HD 141399 b, HD 141399 c, HD 141399 d и HD 141399 e.
В 2019 году учёными, анализирующими данные проектов HIPPARCOS и Gaia, у звезды обнаружена планета HIP 77301 f.